# Giuseppe Tinaglia
Giuseppe Tinaglia (Palermo, 21 settembre 1912 – Palermo, 6 gennaio 1978) è stato un calciatore italiano, di ruolo mediano.

## Caratteristiche tecniche
Giocava come terzino.

## Carriera
Ha esordito in Serie A con la maglia del Palermo il 18 dicembre 1932 in Palermo-Pro Patria (2-1).